# Андріан Краєв
Андріан Бойков Краєв (болг. Андриан Бойков Краев, нар. 14 лютого 1999, Враца, Софія) — болгарський футболіст, півзахисник клубу «Левські» та національної збірної Болгарії.

## Ігрова кар'єра

### Клубна
Першим клубом Андріана Краєва на професійному рівні був клуб «Ботев» з його рідного міста Враца, який виступав у Другій лізі чемпіонату Болгарії.
Сезон 2017/18 футболіст розпочав у клубі «Хебир», з яким три сезони провів у Другій лізі. У вересні 2020 року Краєв як вільний агент перейшов до клубу Першої ліги столичного «Левські». У жовтні 2021 року футболіст продовжив контракт з клубом до літа 2024 року.

### Збірна
У червні 2022 року у матчі Ліги націй проти команди Гібралтару Андріан Краєв дебютував у складі національної збірної Болгарії.

## Титули
Левські
 Переможець Кубка Болгарії: 2021/22

## Особисте життя
Батько Андріана Бойко Краєв та старший брат Божидар Краєв також професійні болгарські футболісти.